# Ramones
The Ramones var en amerikansk punkgruppe, dannet i 1974 i Forest Hills, Queens i New York og opløst i 1996. The Ramones er bredt anerkendt som et af de første rendyrkede punkbands og har, trods manglende kommerciel succes, dannet skole for utallige andre punkgrupper. Gruppen blev hurtigt kendt for sin simple, effektive og aggressive rockmusik, hvor sangene oftest gik i få akkorder og sjældent varede længere end to minutter, samt det uniformerede look med slidte læderjakker og jeans og medlemmernes brug af Ramone som efternavn.

## Historie

### 1974-1979
Til at begynde med bestod bandet af Joey Ramone (Jeffrey Hyman) på trommer, Johnny Ramone (John Cummings) på guitar og Dee Dee Ramone (Douglas Colvin) på bas og vokal. Det viste sig hurtigt, at Dee Dee ikke kunne spille og synge på samme tid (dog blev han ved med at tælle sangene i gang med det karakteristiske 1-2-3-4). Joey overtog derfor vokalarbejdet og Tommy Ramone (Thomas Erdelyi), der var bandets manager, blev hentet ind som trommeslager. Dee Dee var den første til at kalde sig Ramone – inspireret af Paul Mcartneys brug af pseudonymet Paul Ramon – og overtalte de øvrige medlemmer til at bruge det som henholdsvis bandnavn og kunsternavn. Bandet spillede sin første koncert den 30. marts 1974 i Performance Studios i New York.
De første par år spillede bandet rundt omkring på klubber i New York; bl.a. på legendariske CBGB´s, der også var stedet, hvor grupper som Blondie, Television og New York Dolls slog deres første folder. Koncerterne var korte, som regel ikke mere end tyve til tredive minutter, og alle sange blev spillet i en køre, kun afbrudt af interne skænderier om setlisten. Bandet blev hurtigt et tilløbsstykke og i 1975 fik de en pladekontrakt med Seymour Stein's Sire Records, hvis hustru, Linda Stein, havde set dem spille på CBGB's. Linda Stein blev senere, sammen med Danny Fields, manager for bandet.
Bandets debutalbum blev optaget (i mono) kort tid efter på et meget lille budget (omkring 6400$). Albummet udkom i 1976 og blev mødt med heftig kritik for bl.a. at forherlige stofmisbrug i Now I Wanna Sniff Some Glue og for at synge om nazistiske stormtropper i Today Your Love, Tomorrow the World, men var med kort spilletid og ultrakorte, aggressive og simple sange tro mod det image bandet havde bygget op live. Albummet blev mere eller mindre ignoreret i USA, men fik en del mere opmærksomhed i Storbritannien og deres koncert i The Roundhouse i London den 4. juli 1976 var direkte inspirationskilde for medlemmer af bl.a. The Clash, The Damned og Sex Pistols.
De to næste album, Leave Home og Rocket to Russia fra 1977 (co-produceret af Tony Bongiovi, Jon Bon Jovi's fætter), kastede – trods strålende anmeldelser – heller ikke den store kommercielle succes af sig. Den 31. december optoges It's Alive i Londons Rainbow Theatre – hvis titel i øvrigt er en reference til en skrækfilm af samme navn fra 1974 – og udsendtes i april 1979. Da bandet returnerer til USA forlader Tommy – træt af turnelivet – bandet for at hellige sig en karriere som producer. Han erstattes af Marky Ramone (Mark Bell) fra Richard Hell & The Voidoids.
De tre første albums indeholdt primært sange skrevet før pladekontrakten var i hus. Road to Ruin fra september 1979 bestod af nye sange og varslede en ny stil og lyd for bandet. Nu var lyden mere poleret, og der var også blevet plads til sange på over tre minutter samt enkelte ballader garneret med akustisk guitar. Heller ikke disse tiltag var noget, der slog hul i muren til et bredere publikum.
1979 er også året, hvor bandet medvirker i Roger Corman's Rock 'n' Roll High School, som de også skriver titelsangen til. Filmen flopper kommercielt og formår således heller ikke at introducere bandet for et bredere publikum. Filmen kan i dag bedst betegnes som en kultfilm, en kuriositet eller et makværk alt efter temperament.

### 1980-1989
Filmdebuten åbnede dog Phil Spector's øjne for bandets kvaliteter, der indvilliger i at stå for indspilningen af End of the Century fra 1980. Indspilningerne er af bandmedlemmerne blevet beskrevet som stærkt kaotiske, præget af Spector's alkoholmisbrug, aparte adfærd og perfektionisme. Den aparte adfærd kom bl.a. til udtryk ved, at Dee Dee af Spector blev truet med en pistol til at spille det samme riff til det var i kassen. Perfektionismen plagede især Johnny, der ikke var vant til at skulle indspille de samme ting igen og igen. Dog har Marky og Joey også givet udtryk for, at de rent faktisk lærte en hel masse som musikere af Spector, mens Dee Dee har udtalt, at noget af det værste **** han har skrevet er på End of the Century. Pladen er Phil Spector's sidste større produktion.
Albummet var en videreudvikling af Road to Ruin's mere polerede lyd, hvilket også blev understreget af, at bandmedlemmerne på coveret har droppet deres nærmest ikoniske læderjakker og hullede cowboybukser og i stedet er fotograferet i ensfarvede t-shirts på en rød baggrund koblet med brugen af strygerarrangementer på mange af sangene.

## Diskografi
- Ramones (1976)
- Leave Home (1977)
- Rocket to Russia (1977)
- Road to Ruin (1978)
- It's Alive (1979)
- End of the Century (1980)
- Pleasant Dreams (1981)
- Subterranean Jungle (1983)
- Too Tough to Die (1984)
- Animal Boy (1986)
- Halfway to Sanity (1987)
- Brain Drain (1989)
- Loco Live (1990)
- Mondo Bizarro (1992)
- Acid Eaters (1993)
- Adios Amigos (1995)
- We're Outta Here (1997)